# Taça América 2000 (calcio a 5)
Il terzo South American Futsal Championship, denominato anche Copa América, e disputato nel 2000 a Foz do Iguaçu dal 28 aprile al 7 maggio, viene considerata la settima edizione della Coppa America per formazioni nazionali di calcio a 5, nonché la diciottesima edizione del Campionato Sudamericano per formazioni nazionali di calcio a 5.
Le nove nazionali presenti vennero divise in tre gironi da tre formazioni ciascuna, con la qualificazione della prima classificata e della miglior seconda, con semifinali e finale ad eliminazione diretta per la designazione del campione sudamericano e delle tre qualificate al FIFA Futsal World Championship 2000 in programma in Guatemala.
Il trofeo trova il suo padrone nuovamente nel Brasile campione del mondo in carica e vero mattatore della manifestazione con quattro vittorie in quattro incontri, 28 gol fatti e solo 5 subiti. Ai mondiali sono andate anche Argentina finalista e Uruguay vincitore della sfida per il terzo posto con la Bolivia

## Girone A
|         | Risult. |         | Città e data        |
| ------- | ------- | ------- | ------------------- |
| Brasile | 13 - 2  | Perù    | Foz do Iguaçu 29.04 |
| Brasile | 6 - 2   | Bolivia | Foz do Iguaçu 30.04 |
| Perù    | 4 - 8   | Bolivia | Foz do Iguaçu 01.05 |

| Classifica finale | Pt | G | V | N | P | GF | GS | DR  |
| ----------------- | -- | - | - | - | - | -- | -- | --- |
| Brasile           | 6  | 2 | 2 | 0 | 0 | 19 | 4  | +15 |
| Bolivia           | 3  | 2 | 1 | 0 | 1 | 10 | 10 | =0  |
| Perù              | 0  | 2 | 0 | 0 | 2 | 6  | 21 | -15 |

## Girone B
|           | Risult. |           | Città e data        |
| --------- | ------- | --------- | ------------------- |
| Argentina | 4 - 3   | Paraguay  | Foz do Iguaçu 30.04 |
| Argentina | 3 - 1   | Venezuela | Foz do Iguaçu 01.05 |
| Venezuela | 7 - 6   | Paraguay  | Foz do Iguaçu 02.05 |

| Classifica finale | Pt | G | V | N | P | GF | GS | DR |
| ----------------- | -- | - | - | - | - | -- | -- | -- |
| Argentina         | 6  | 2 | 2 | 0 | 0 | 7  | 4  | +3 |
| Venezuela         | 3  | 2 | 1 | 0 | 1 | 8  | 9  | -1 |
| Paraguay          | 0  | 2 | 0 | 0 | 2 | 9  | 11 | -2 |

## Girone C
|         | Risult. |         | Città e data        |
| ------- | ------- | ------- | ------------------- |
| Uruguay | 12 - 1  | Cile    | Foz do Iguaçu 29.04 |
| Cile    | 5 - 4   | Ecuador | Foz do Iguaçu 01.05 |
| Uruguay | 5 - 4   | Ecuador | Foz do Iguaçu 02.05 |

| Classifica finale | Pt | G | V | N | P | GF | GS | DR  |
| ----------------- | -- | - | - | - | - | -- | -- | --- |
| Uruguay           | 6  | 2 | 2 | 0 | 0 | 17 | 5  | +12 |
| Cile              | 3  | 2 | 1 | 0 | 1 | 6  | 16 | -10 |
| Ecuador           | 0  | 2 | 0 | 0 | 2 | 8  | 10 | -2  |

## Semifinali
|           | Risult. |         | Città e data        |
| --------- | ------- | ------- | ------------------- |
| Argentina | 2 - 1   | Uruguay | Foz do Iguaçu 06.05 |
| Brasile   | 3 - 1   | Bolivia | Foz do Iguaçu 06.05 |

## Finale 3º-4º posto
|         | Risult. |         | Città e data        |
| ------- | ------- | ------- | ------------------- |
| Uruguay | 4 - 2   | Bolivia | Foz do Iguaçu 07.05 |

## Finale
|         | Risult. |           | Città e data        |
| ------- | ------- | --------- | ------------------- |
| Brasile | 6 - 0   | Argentina | Foz do Iguaçu 07.05 |

| Qualificate al mondiale | Brasile | Argentina | Uruguay |
| ----------------------- | ------- | --------- | ------- |